# Герб Аделаїди
Герб Аделаїди - символ міста Аделаїда, що був наданий Геральдичним коледжем 20 квітня 1929 року.

## Блазон

### Щит
Герб складається із синього щита із золотим хрестом, що покритий червоним хрестом. Червний хрест - хрест святого Георгія, узятий з англійської символіки.
- У верхньому лівому куті, або в першій чверті, зображено срібний трищогловий вітрильник. Корабель символізує важливість комерції для міста і нагадує про спосіб транспортування ранніх переселенців з Великої Британії до Південної Австралії та про поштовий зв’язок між двома країнами.
- У верхньому правому куті, або в другій чверті, зображено золоте руно, що символізує інтерес до вівчарства та торгівлі вовною.
- У нижньому лівому куті, або в третій чверті, зображена срібна голова бика, що символізує ранчо, де розводили худобу.
- У нижньому правому куті, або у четвертій чверті, видно золотий пшеничний сніп. Він символізує важливість вирощування збіжжя.

### Щитотримачі
Над щитом - золота мурована корона, яка є важливим елементом в муніципалітетів.
Над мурованою короною - клейнод. Це права рука, що тримає шахтарське кайло, що символізує важливу галузь економіки ранніх років, що сприяла багатству Південної Австралії та Аделаїди. Рука виникає із буралету кольорів міста, а саме синього та золотого.

### Прихильники
З правого боку щита - кенгуру, а з лівого - лев, який охороняє та підтримує щит.
Лев символізує англійське походження переселенців, які заснували Південну Австралію, а кенгуру символізує країну, якій вони допомогли побудувати. Лев одночасно представляє Еона, бога часу і лева домінування. Червоний кенгуру є тотем народу Каурна.

### База
Основа щита стоїть на зеленому трав'яному горбі.

### Девіз
Стрічка нижче щита має латинський девіз Ut Prosint Omnibus Conjuncti, що перекладається як "об'єднаний заради загального блага".